# Lucy Ewing
Lucy Ewing is een personage uit de Amerikaanse soapserie Dallas. De rol werd vertolkt door Charlene Tilton van aan de start van de serie tot 1985. Ze keerde nog terug in 1988 en bleef tot 1990.
Lucy was de dochter van Gary Ewing en Valene Clements Ewing, en de nicht van J.R. Ewing en Bobby Ewing. Lucy werd opgevoed door haar grootouders bij de Southfork Ranch. Haar grootouders waren Jock en Ellie Ewing. In het begin van de serie was ze de problematische tiener en had ze een verward karakter. Na een tijd veranderde ze. Ze ervoer een aantal incidenten die ervoor zorgden dat ze meer volwassen werd.